# Denny Doherty
Dennis Gerrard Stephen Doherty (Halifax, 29 novembre 1940 – Mississauga, 19 gennaio 2007) è stato un cantautore folk rock canadese, membro fondatore dei The Mamas & the Papas.

## Biografia
Dennie Doherty è nato a Halifax, in Nuova Scozia, ultimo di cinque figli di una famiglia cattolica. Suo padre era un lavoratore portuale e Doherty ha descritto sua madre come "una casalinga e mistica".
Doherty e tre amici, Richard Sheehan, Eddie Thibodeau e Mike O'Connell, iniziarono la loro carriera musicale nel 1956 con un gruppo chiamato Hepsters. Due anni dopo si sciolsero. Nel 1960, sempre ad Halifax, Doherty, di 19 anni, insieme a Pat LaCroix e Richard Byrne, creò un gruppo folk, The Colonials.
La Columbia Records li scritturò mesi dopo, quando cambiarono il loro nome in The Halifax III. La band registrò due LP ed ebbe un brano di discreto successo, The Man Who Wouldn't Sing Along With Mitch, ma si sciolse nel 1963.
Nel 1963, Doherty instaurò un'amicizia con Cass Elliot all'epoca della sua militanza nei The Big 3. Mentre era in tournée con The Halifax III, Doherty incontrò John Phillips e sua moglie, la modella Michelle Gilliam.
Alcuni mesi dopo, gli Halifax III si sciolsero, Doherty e Zal Yanovsky rimasero a Hollywood. Elliot convinse il suo manager ad assumerli. Doherty e Yanovsky si unirono così ai Big 3 (aumentando il numero di membri a quattro). Presto, dopo aver aggiunto altri membri alla band, cambiarono il loro nome in The Mugwumps, ma si sciolsero presto. Yanovsky formò in seguito The Lovin' Spoonful con John Sebastian.
In questo periodo, la nuova band di Phillips, The New Journeymen, aveva bisogno di un sostituto per il tenore Marshall Brickman, che aveva lasciato il gruppo per intraprendere una carriera nella scrittura televisiva. Doherty, privo di ingaggio, riempì il vuoto. Sei mesi dopo, nel settembre del 1965, il gruppo firmò un contratto discografico con la Dunhill Records. Cambiando il loro nome in The Mamas & the Papas, la band iniziò a registrare il proprio album di debutto, If You Can Believe Your Eyes and Ears.

## Morte
Doherty morì il 19 gennaio 2007 a 66 anni nella sua casa di Mississauga per una grave insufficienza renale, dovuta ad un intervento per aneurisma dell'aorta addominale.

## Discografia
Album
- 1971 – Watcha Gonna Do (Dunhill Records, DS 50096)
- 1974 – Waiting for a Song (Ember Records, NR 5080)

Singoli
- 1971 – To Claudia on Thursday / Tuesday Morning (ABC Records, ABC-11318)
- 1971 – Watcha Gonna Do / Gathering the Words (ABC/Dunhill Records, D-4270)
- 1971 – Here Comes the Sun - Two of Us / Watcha Gonna Do (Stateside Records, HR-2767) pubblicato in Giappone
- 1973 – Indian Girl / Baby Catch the Moon (Columbia Records, 4-45779)
- 1973 – My Song / My Song (Columbia Records, 4-45866)
- 1974 – You'll Never Know / Goodnight and Good Morning (Ember Records, EMA-0286)
- 1974 – You'll Never Know / Children of My Mind (Ember Records, EMBS 332) pubblicato in UK
- 1974 – Simone / Give Me Back That Old Familiar Feeling (Ember Records, EMBS 336) pubblicato in UK
- 1974 – You'll Never Know (from "Hello Frisco Hello) / Lay Me Down (Roll Me Out to Sea) (Ember Records, EMBS 346) pubblicato in UK
- 1975 – Goodnight and Goodmorning / Together (Ember Records, EMA-4) pubblicato in Giappone
- 1976 – Simone (Stereo) / Simone (Mono) (Playboy Records, P 6066)